# Solonei da Silva
Solonei Rocha da Silva (18 aprile 1982) è un mezzofondista e maratoneta brasiliano.

## Palmarès
| Anno | Manifestazione          | Sede           | Evento        | Risultato | Prestazione | Note                                     |
| ---- | ----------------------- | -------------- | ------------- | --------- | ----------- | ---------------------------------------- |
| 2011 | Giochi panamericani     | Guadalajara    | Maratona      | Oro       | 2h16'37"    |                                          |
| 2013 | Campionati sudamericani | Cartagena      | 10000 m piani | Oro       | 29'51"79    |                                          |
| 2013 | Mondiali                | Mosca          | Maratona      | 6º        | 2h11'40"    | Miglior prestazione personale stagionale |
| 2015 | Mondiali                | Pechino        | Maratona      | 18º       | 2h19'20"    |                                          |
| 2016 | Giochi olimpici         | Rio de Janeiro | Maratona      | 78º       | 2h22'05"    |                                          |

## Campionati nazionali
2010
- 5º ai campionati brasiliani, 10000 m piani - 29'17"8

2011
- 6º ai campionati brasiliani, 10000 m piani - 29'23"5

2013
- 6º ai campionati brasiliani, 5000 m piani - 14'20"29

2015
- Argento ai campionati brasiliani, 10000 m piani - 29'28"06

2016
- Bronzo ai campionati brasiliani, 10000 m piani - 29'21"16

2017
- 4º ai campionati brasiliani, 10000 m piani - 29'58"80

2019
- Argento ai campionati brasiliani, 10000 m piani - 29'13"50

## Altre competizioni internazionali
2009
- 13º alla Corrida Internacional de São Silvestre ( San Paolo), 15 km - 47'07"

2011
- 4º alla Padova Marathon ( Padova) - 2h11'32"
- 10º alla Mezza maratona di Lisbona ( Lisbona) - 1h04'10"

2012
- 16º alla Maratona di Londra ( Londra) - 2h14'57"
- 7º alla Maratona di Valencia ( Valencia) - 2h22'26"
- Oro alla Sao Paulo Marathon ( San Paolo) - 2h12'25"

2013
- 12º alla Maratona di Seul ( Seul) - 2h12'48"

2014
- 10º alla Maratona di Amsterdam ( Amsterdam) - 2h17'23"

2015
- 6º alla Milano Marathon ( Milano) - 2h13'15"
- 14º alla Corrida Internacional de São Silvestre ( San Paolo), 15 km - 46'42"

2016
- 16º alla Maratona di Boston ( Boston) - 2h24'54"

2018
- 16º alla Maratona di Beirut ( Beirut) - 2h21'43"